# Wanning
Wanning en stad på häradsnivå i Hainan-provinsen i sydligaste Kina. Den ligger omkring 130 kilometer söder om provinshuvudstaden Haikou. 